# Gouraud着色法
Gouraud着色法是计算机图形学中的一种插值方法，可以为多边形网格表面生成连续的明暗变化。实际使用时，通常先计算三角形每个顶点的光照，再通过双线性插值计算三角形区域中其它像素的颜色。
Gouraud着色法的名称来自于发明者亨利·高洛德，因此又称高洛德着色法或高氏着色法。

## 与其它着色法的比较
Gouraud着色法的效果优于平直着色法，所需的处理也比Phong着色法少，但缺点是着色后仍然可以看出一个个小平面的效果。
与Phong着色法相比，Gouraud着色法的长处和短处都在于插值。计算单点光照是相对昂贵的操作，如果网格在屏幕空间所覆盖的像素数量比它本身的顶点数目多，那么计算插值显然要比像Phong着色法一样对每个像素都计算一遍光照要高效。然而，渲染一些与位置相关的光照效果（比如高光）时，得到的效果就会有问题。如果在多边形的中心有高光，而且这个高光没有扩散到该多边形的任何顶点，使用Gouraud着色法就不会渲染出任何效果；而如果正好是多边形的顶点上有高光，那么这个点上的高光是正确的，但插值会导致高光以很不自然的形式扩散到相邻的多边形上。

Gouraud着色的球体，注意高光处的表现
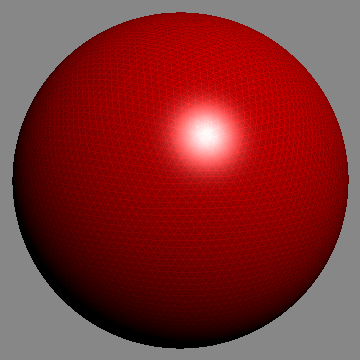
仍然是同一个球体，但是提高多边形数目后的效果